# Kung Fu To'A
Kung Fu To'A ist eine persische Kampfkunst, die in den 1960er Jahren von Ibrahim Mirzaii entwickelt wurde. Der Begriff Kung Fu To'A setzt sich zusammen aus dem chinesischen Kung Fu (hier: Kampfkunst) und dem altpersischen To'A (komm mit). Kung Fu To'A ist heute die im Iran am meisten geübte Kampfkunst und hat dort ca. 200.000 Praktizierende.
Das System des Kung Fu To'A besteht aus etwa 73.000 Techniken, Kombinationen und Reaktionen. Es besticht vor allem durch dynamische wellenförmige Bewegungen und kräftige Akzentuierung der Techniken, die oft über eine Drehung kraftvoll enden.

## Historisches
Kung Fu To'A wurde in den 1960er Jahren von Ibrahim Mirzaii im Iran entwickelt und basiert auf den Grundprinzipien traditioneller asiatischer Kampfkünste.
Mirzaii interessierte sich bereits in jungen Jahren sehr für Kampfkünste. Schah Reza Pahlavi finanzierte Mirzaii eine Reise durch Asien, um sich verschiedene Kampfkünste anzueignen und aus diesem Wissen einen neuen Stil zu entwickeln. Seine Reise bildete den Grundstein für das von ihm kreierte Kung Fu To'A.
Während der iranischen Revolution im Jahre 1978/1979 wurde der Schah gestürzt. Kung Fu To'A wurde ab diesem Zeitpunkt im Iran verboten. Viele trainierten weiterhin im Geheimen, andere flüchteten bereits während der Revolution ins Ausland. So breitete sich dieser Stil im Laufe der Jahre weltweit aus. Wenige Jahre nach der Revolution überlebte Mirzaii ein Attentat, woraufhin er ins Ausland floh.
Der heutige Aufenthaltsort von Großmeister Mirzaii gilt noch immer als unbekannt. Er selbst nahm von Kung Fu To'A Abstand bzw. kreierte neue Stile namens Kun Kafu Tawan und Pa Zar Bal auf To'A aufbauend. Er vertrat die Ansicht, Kung Fu To'A solle nicht mehr unterrichtet werden, woraufhin sich einige Kung Fu To'A Meister von Mirzaii distanzierten.
Heute gibt es Kung Fu To'A Schulen (auch "Tempel" genannt) auf der ganzen Welt, darunter in Deutschland, Italien, Portugal, Türkei und Kanada. Vor einigen Jahren wurde dieser Stil auch im Iran wieder legalisiert und findet dort wie damals weiten Zuspruch. Dennoch zählt Kung Fu To'A nach wie vor zu den eher unbekannteren Stilen des Kung Fu. Durch zahlreiche Spielfilme hat z. B. das Shaolin Kung Fu einen sehr viel höheren Bekanntheitsgrad erlangt.

## Die sieben Formen

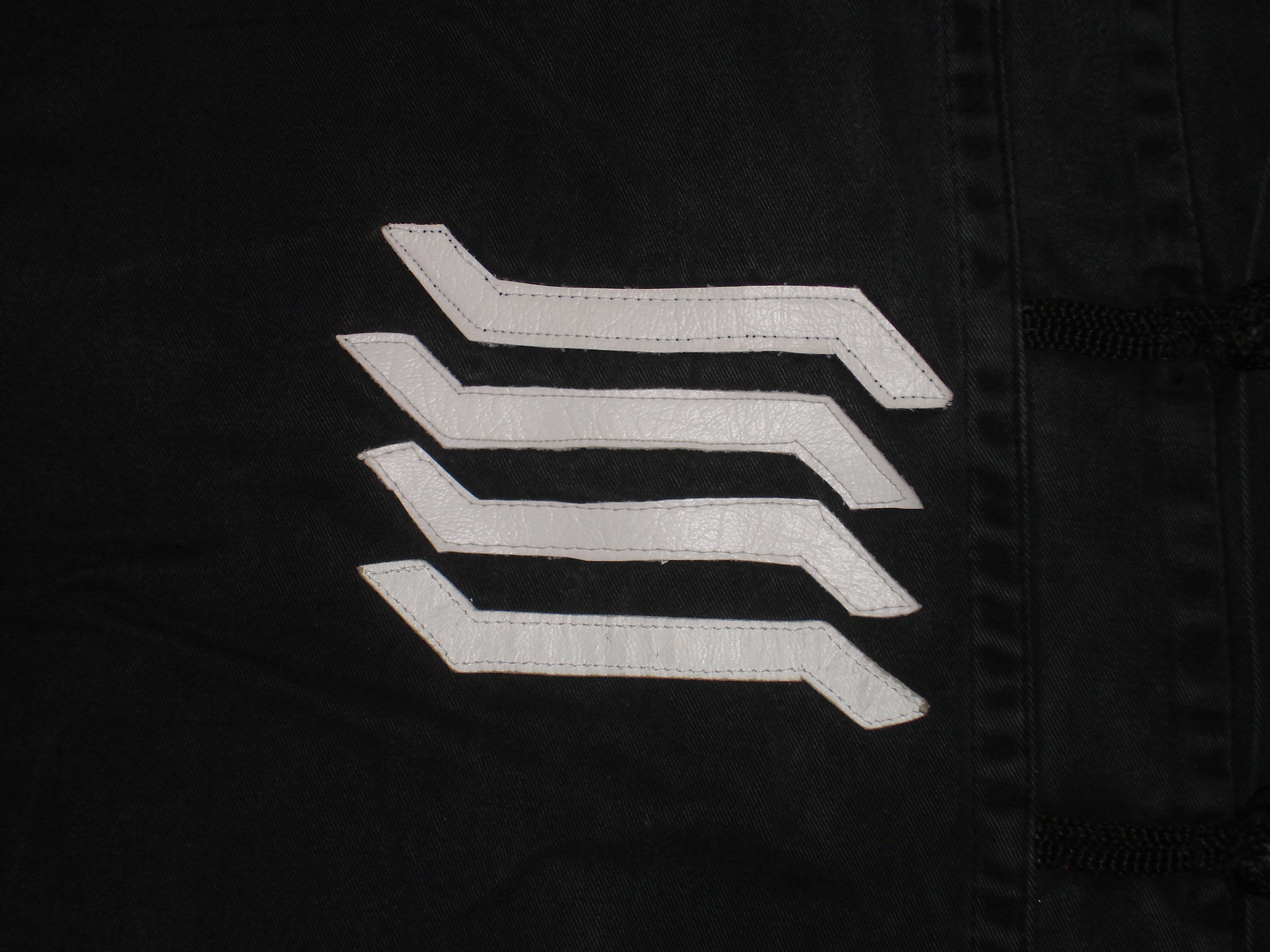
Die Streifen zeigen den Grad des Schülers/der Schülerin. Hier: vierte Form Samsamae

Im Kung Fu To'A gibt es sieben Formen. Statt „Form“ ist in anderen Kampfkünsten auch der Begriff „Kata“ oder „Linie“ üblich. Eine Form entspricht einem einstudierten Bewegungsablauf, zusammengesetzt aus vielen verschiedenen Techniken, die der Verteidigung und dem Angriff dienen. Jede dieser Formen wird von mindestens einem Meister geprüft. Bei Bestehen einer Prüfung erhält der Schüler einen Streifen auf seiner Kung Fu-Jacke.
Alle sieben Formen beschäftigen sich über die Physis hinaus immer auch mit einem bestimmten philosophischen Thema.
1. Ana-To'A
2. Ata-Do
3. Su-To
4. Sam-Sama-E
5. Maya-Na
6. Ku-An-Na & West Maya-Na
Die sechste Stufe des Kung Fu To'A besteht aus zwei Formen: Ku-An-Na und West Maya-Na (West Mayana wird auch "West Ai" genannt).
7. Wei-Ma-Bato

Offiziell wird nach Erreichen der siebten Stufe der grüne Gürtel verliehen. Nach Bestehen der Meisterprüfung darf man eine rote Kung Fu Trainingsjacke tragen. Ursprünglich waren über die siebte Form hinaus weitere waffenlose Formen geplant, die auf den bisherigen aufbauen sollten. Von diesen erweiterten Formen ist allerdings wegen der historischen Ereignisse (Verbot von Kung Fu To'A, Anschlag auf Mirzaii) lediglich „Ana-To'A sabz“ (auch grüne oder braune Ana-To'A genannt) offiziell überliefert. Da diese Erweiterungen des To'A Systems bei Ana-To'A sabz beginnend nicht zu Ende geführt wurden, kann Wei-Ma-Bato als Abschluss betrachtet werden. Daher haben sich einige Schulen darauf verständigt, den schwarzen Gürtel bereits nach Erreichen der siebten Stufe zu verleihen.
Neben den waffenlosen Formen gibt es zwei überlieferte Waffenformen: Sai und Re-Key-Ma (Samurai-Schwert).

## Gürtel

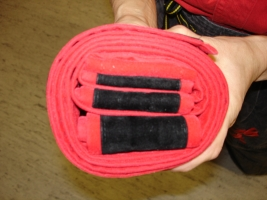
Gefalteter schwarzer Gürtel eines Kung Fu To'A Meisters/einer Meisterin. Die drei unterschiedlich großen Falten bedeuten "Gut denken. Gut reden. Gut handeln."

Der Gürtel ist aus rotem Stoff und hat in seiner Mitte einen breiten farbigen Streifen. Je nach Grad des Schülers kann dieser Mittelstreifen die Farben weiß, grün, braun oder schwarz annehmen.
Die Farben richten sich dabei nach dem Leben eines Baumes:
der Schüler beginnt mit einem weißen Gürtel – weiß wie ein Samen in der Erde, aus dem einmal ein Baum gedeihen soll. Der zweite Gürtel ist grün – wie der Spross, der aus dem Samen keimt, aus dem Boden treibt und Richtung Sonne wächst. Der dritte Gürtel ist braun – wie der Stamm eines ausgewachsenen Baumes, der Stürmen trotzt. Der letzte Gürtel ist schwarz – wie ein verdorrter Baum, der dennoch nicht tot ist: er trägt sein Wissen, seine Weisheit und seine Erfahrungen aus seinem Leben in sich. Wenn er eines Tages vergeht und wieder Teil des Bodens wird, aus dem er gewachsen ist, gibt er seine Erfahrung als Nahrung an die jüngeren Bäume in seiner Umgebung weiter und verschwindet somit doch nicht ganz.

## Philosophie
Kung Fu ist die Welt der Bewegung, Bewegung der Mächtigkeit, Bewegung der Schönheit, Bewegung der absoluten Gerechtigkeit und Menschlichkeit, Bewegung zur Gesundheit der Gesellschaft, Kung Fu ist eine Bewegung zum reinen Gedanken, dessen Geheimnis in der Sprache der Seele liegt. Hiermit ist der Weg des Herzens gemeint, d. h. das (Wieder-)Entdecken des reinen Wissens, welches wir bereits in uns tragen. Kung Fu To'A geht diesen Weg über das „Tor“ des Körpers. Es geht darum mit Hilfe von kraftvoller Bewegung des Kung Fu den Mut und die Stärke zu erlangen, Bekanntes und Vertrautes loszulassen, sich selbst neu kennenzulernen und dabei das gesamte Spektrum der eigenen Seele zu erkennen.
Ein weiterer unterstützender Weg zu dieser Selbsterkenntnis ist der der Meditation. Die Meditation dient der Reinigung des Geistes, der Befreiung von Gedanken zur Erhöhung der Präsenz und der Auseinandersetzung mit dem Ego.
Im Kung Fu To'A heißt es, man könne nur den Kampf des Lebens verlieren. Gemeint ist nicht das Sterben, sondern dass unser Leben vertan sein kann, wenn wir nicht den Mut finden können, uns auf den Weg des Herzens zu begeben.
Man findet eine Analogie zum Weg des reinen Herzens und zu den Lehren der sieben Formen des Kung Fu To'A in der persischen Literatur in „Vogelgespräche“ von Fariduddin Attar.

### Vogelgespräche – der Simorgh
Die Vogelgespräche („Manteq-ot-teir“) von Fariduddin Attar ist eine persische Geschichte darüber, wie tausende Vögel zu einer Reise durch sieben Täler aufbrechen um den Simorgh – den Vogelkönig – zu finden. Die sieben Täler beinhalten das Tal des Verlangens (Aufgabe des Besitzes), das Tal der Liebe (Ablegen von erlernten Wertvorstellungen wie „Gut“ und „Böse“ und Empfinden des reinen Gefühls der Liebe), das Tal der Erkenntnis (Ausbruch aus der Vertrautheit und Erkennen der Verbindung zwischen Körper und Geist), das Tal der Selbstgenügsamkeit (Aufgabe des Wissens und des Herzens und Suchen nach Neuem), das Tal der Einheit (Erkennen, dass alles in unserer Welt miteinander verbunden ist), das Tal der Bestürzung (eröffnet verschiedene Perspektiven auf das Sein bzw. des Nicht-Seins, man erkennt seine Sterblichkeit und zugleich seine Unsterblichkeit) und zuletzt das Tal des Todes (Erlangung der Unsterblichkeit, indem man akzeptiert, Teil des Ganzen zu werden). Jedes der sieben Täler ist eine Hürde und lehrt die Vögel etwas über sich selbst und darüber, welche ihrer Eigenschaften sie hinter sich lassen müssen, um den Simorgh zu erreichen.
Von allen Vögeln, die aufbrechen, erreichen letztlich nur 30 ihr Ziel und erkennen dort angekommen, dass sie selbst der Simorgh sind.
Der Begriff Simorgh setzt sich aus den persischen Worten für „dreissig“ (si) und „Vögel“ (murgh) zusammen.

## Symbolik
Zu den häufigsten Symbolen im Kung Fu To'A zählen Abbildungen eines Falken mit offenen Flügeln. Dies könnte seinen Ursprung in einer Geschichte über den Simorgh haben, in der es heißt, der Simorgh würde mit seinem Flügelschlag die Samen des Baumes des Lebens über die ganze Welt verteilen. Darüber hinaus gelten Falken als überaus wachsam und scharfsinnig. Ihre Sehkraft, Jagdfähigkeiten, Anmut und Kraft beim Fliegen zeichnet sie aus.
"Der Falke lehrt uns die Kontrolle über Geschwindigkeit und Bewegung, und er lehrt uns Geduld. Er symbolisiert das Erkennen von Gelegenheiten und das zeitlich richtige Handeln. Er zeigt uns, dass wir uns voll engagieren müssen, wenn wir den größtmöglichen Erfolg haben wollen. Er steht für Führerschaft, Besonnenheit, Umsicht. Er steht für einen schnellen, anmutigen und beweglichen Verstand und dafür, wie wir unsere mentalen Fähigkeiten wirkungsvoller einsetzen können, um mit mehr Geduld das zu "ergreifen", was wir am meisten brauchen und uns wünschen."

Die folgenden Bilder zeigen die häufigsten Zeichen des Kung Fu To'A.
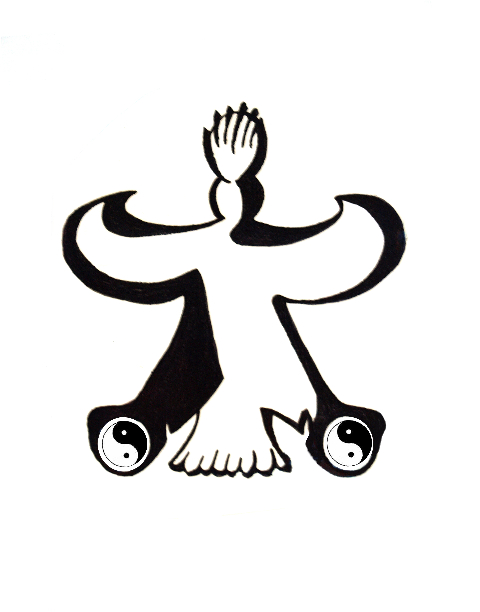
Ein Falke mit gespreizten Flügeln zählt zu den häufigsten Symbolen des Kung Fu To'A. In seinen Krallen findet man meist Erdkugeln oder das Zeichen für Yin und Yang.
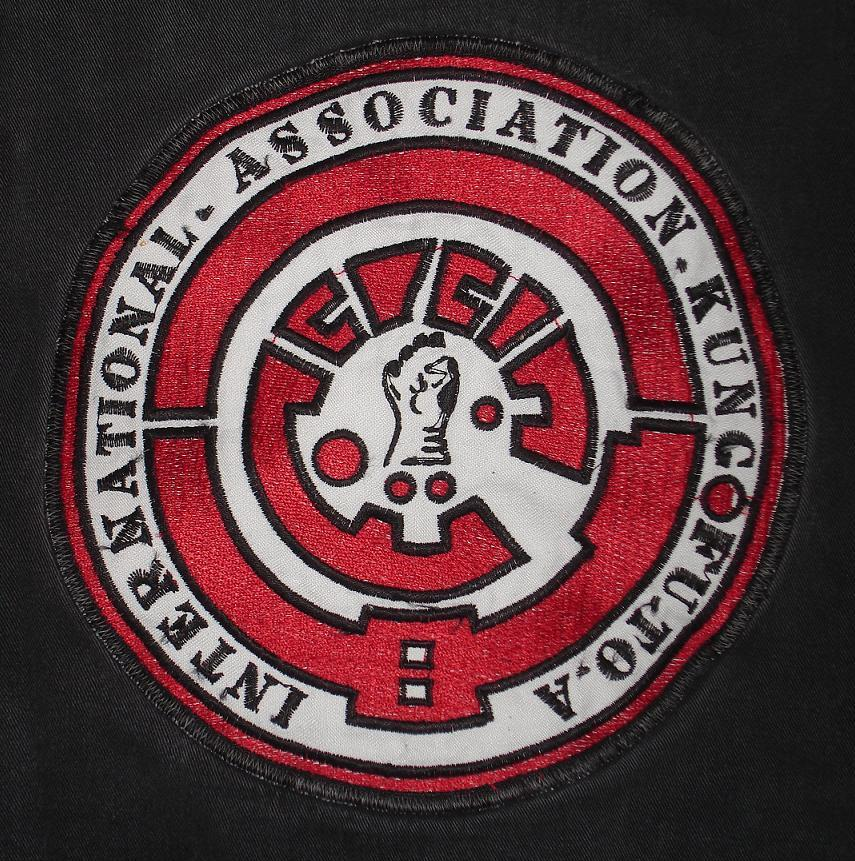
Aufnäher auf dem Rücken einer Kung Fu To'A Trainingsjacke.
Kreisförmig angeordneter persischer Schriftzug, welcher "Welt von Körper und Geist" bedeutet.

## Techniken
Wer den Schock (kräftige Akzentuierung am Ende der Bewegung) in seinen Techniken einsetzen will, muss nicht besonders kräftig sein. Durch Schnelligkeit und Präzision wird über die Drehung einer Technik bereits maximale Kraft auf den Gegner übertragen.
Darüber hinaus erlernt man, Techniken ineinander überfließen zu lassen: man nutzt die Energie der eigenen letzten Technik oder die Energie des Gegners und investiert sie in die eigene nachfolgende Technik. Dies muss man besonders in den höheren Formen beherrschen, da diese sehr lang sind und sie sich nur mit dem korrekten Einsatz der Dynamik und einer guten Atemtechnik bewältigen lassen.